# Lucas Trecarichi
Lucas Ezequiel Trecarichi Loiacono (Béccar, República Argentina, 12 de febrero de 1991), más conocido como Lucas Trecarichi, es un futbolista argentino. Juega de mediapunta, interior derecho, izquierdo o enganche.

## Trayectoria
Durante su carrera ha jugado para el CD Leganés (club de su debut), el Sevilla FC, el Huracán, la S.D. Ponferradina, el CSKA Sofia, Unión San Felipe de Chile y Kallithea FC de Atenas. Realizó parte de las divisiones inferiores en el Club Atlético River Plate de la República Argentina. También formó parte de la selección nacional argentina sub-17, bajo la dirección técnica de Hugo Tocalli y de la selección sub-20, bajo la dirección técnica del entrenador Sergio "Checho" Batista, junto al cual participó en el Torneo Esperanzas de Toulon, en Francia.
El jugador Lucas Trecarichi ha participado en el mes de enero de 2014 en el Torneo Casino Marbella Cup (cuadrangular), junto al FC Jürmala. Además del FC Jürmala participaron en el torneo el FC Videoton de Hungría, el Dnipro Dnipropetrosvsk de Ucrania (ganador del torneo) y el PFC Lokomotiv Plovdiv de Bulgaria.

## Clubes
| Club                               | País      | Año         |
| ---------------------------------- | --------- | ----------- |
| C. D. Leganés                      | España    | 2005 - 2007 |
| Sevilla FC                         | España    | 2007 - 2008 |
| Huracán                            | Argentina | 2009        |
| Sevilla FC B                       | España    | 2010        |
| S.D. Ponferradina                  | España    | 2010        |
| CSKA Sofia                         | Bulgaria  | 2011        |
| Unión San Felipe                   | Chile     | 2012        |
| Kallithea FC                       | Grecia    | 2013        |
| FC Jürmala                         | Letonia   | 2014-2015   |
| Deportivo Petapa                   | Guatemala | 2015-2016   |
| Club Social y Deportivo San Martín | Argentina | 2016-2018   |
| Rotonda Calcio                     | Italia    | 2018        |